# Università di economia di Varna
L'Università di economia di Varna (abbr. UEV, in bulgaro Икономически Университет Варна) è la più antica università di scienze economiche della Bulgaria, e la seconda università più antica del paese, dopo l'Università di Sofia.

La UEV è dotata di una biblioteca contenente 270.000 opere e pubblicazioni, molte di notevole valore scientifico, in bulgaro e in diverse altre lingue. Alcune pubblicazioni risalgono all'inizio del XX secolo. Il motto dell'università recita «con le tradizioni accademiche nel futuro», in bulgaro «с академични традиции е бъдещето»?.

## Storia
L'apertura di una Scuola Superiore di Commercio proposta già nel 1911, su iniziativa dei dirigenti della camera di commercio varnese e dello stato bulgaro, ma fu ritardata dalla prima (ottobre 1912-maggio 1913) e dalla seconda guerra balcanica (giugno-luglio 1913), nonché dallo scoppio della prima guerra mondiale. Nel 1914, durante la XXIª sessione della Camera di Commercio di Varna, si diede ufficialmente il via alla costruzione della sede della Scuola, che venne finalmente inaugurata il 14 maggio 1920.

Il primo rettore, Professor Tsani Kalyandzhiev, e il consiglio scolastico favorirono la formazione di un corpo insegnanti composto da intellettuali e creativi non solo bulgari, ma provenienti dalle più vivaci realtà europee. I professori stranieri provenivano da Parigi, Budapest, Mosca, San Pietroburgo, Berlino, Lipsia, Monaco di Baviera, Vienna, Padova, Ginevra, Praga. A modello organizzativo venne presa la Scuola Superiore di Commercio di Berlino, all'epoca ritenuta la più avanzata d'Europa.

Nel 1925 la Scuola Superiore di Commercio offriva un corso di formazione di due anni, come di prassi nella maggior parte delle Scuole Superiori di Commercio europee. A partire dall'anno accademico 1925-1926 i cicli di studio vennero ampliati a tre anni e dal 1936-1937 prolungati a quattro anni.
Nei 95 anni della sua storia, l'istituto ha cambiato ripetutamente nome: 
- 1920-1938 Scuola Superiore di Commercio (anche Accademia di Commercio)
- 1938-1945 Scuola Superiore di Scienze Economiche e Sociali
- 1945-1953 Università Statale di Varna "S. Cirillo Slavobulgaro" (in bulgaro "Св. Кирил Славянобългарски")
- 1953-1963 Istituto Superiore Nazionale di Economia
- 1963-1990 Istituto Superiore Nazionale di Economia "Dimităr Blagoev"
- 1990-oggi Università di Economia di Varna

Nell'anno accademico 2014/2015 l'istituto ha celebrato il 100º anniversario della costruzione dell'edificio, e il 95º anniversario della attività educativa.